# Ronald Robertson
Ronald Frederick „Ronnie” Robertson (ur. 25 września 1937 w Brackenridge, zm. 4 lutego 2000 w Fountain Valley) – amerykański łyżwiarz figurowy, startujący w konkurencji solistów. Wicemistrz olimpijski z Cortina d’Ampezzo (1956), dwukrotny wicemistrz świata (1955, 1956), brązowy medalista mistrzostw Ameryki Północnej (1953) oraz medalista mistrzostw Stanów Zjednoczonych.
Zakończył karierę amatorską po mistrzostwach Stanów Zjednoczonych 1956, gdzie tuż przed startem zawodów został prawie zdyskwalifikowany. Niemiecka Federacja Łyżwiarstwa Figurowego oskarżyła Robertsona o zażądanie dużej kwoty za występy pokazowe podczas europejskiej trasy. Spowodowało to dyskusję nad statusem Robertsona jako łyżwiarza amatorskiego i konflikt federacji niemieckiej z amerykańską. Dodatkowo jego ojciec, Albert Robertson obwinił największego rywala swojego syna Hayesa Alana Jenkinsa (z którym Ronald nigdy nie wygrał) o próbę jego dyskwalifikacji. Ostatecznie Robertson nie został zdyskwalifikowany i po zdobyciu srebrnego medalu zakończył amatorską karierę. Podpisał dwuletni zawodowy kontrakt z rewią Ice Capades opiewający na 100 tys. dolarów. 
Był homoseksualistą. W latach 50. XX wieku był związany z aktorem Tabem Hunterem, który pomagał finansować jego karierę amatorską.
Pracował także jako trener m.in. pomagał mistrzowi olimpijskiemu Brianowi Boitano, a następnie uczył łyżwiarstwa na publicznym lodowisku w Irvine.
Zmarł w wieku 62 lat na powikłania po zapaleniu płuc. 

## Osiągnięcia
| Zawody                           | 1953           | 1954           | 1955           | 1956           |                |                |                |                |                |                |                |                |                |                |                |                |                |
| Międzynarodowe                   | Międzynarodowe | Międzynarodowe | Międzynarodowe | Międzynarodowe | Międzynarodowe | Międzynarodowe | Międzynarodowe | Międzynarodowe | Międzynarodowe | Międzynarodowe | Międzynarodowe | Międzynarodowe | Międzynarodowe | Międzynarodowe | Międzynarodowe | Międzynarodowe | Międzynarodowe |
| -------------------------------- | -------------- | -------------- | -------------- | -------------- | -------------- | -------------- | -------------- | -------------- | -------------- | -------------- | -------------- | -------------- | -------------- | -------------- | -------------- | -------------- | -------------- |
| Igrzyska olimpijskie             |                |                |                | 2              |                |                |                |                |                |                |                |                |                |                |                |                |                |
| Mistrzostwa świata               | 4              | 5              | 2              | 2              |                |                |                |                |                |                |                |                |                |                |                |                |                |
| Mistrzostwa Ameryki Północnej    | 3              |                |                |                |                |                |                |                |                |                |                |                |                |                |                |                |                |
| Krajowe                          |                |                |                |                |                |                |                |                |                |                |                |                |                |                |                |                |                |
| Mistrzostwa Stanów Zjednoczonych | 2              | 3              |                | 2              |                |                |                |                |                |                |                |                |                |                |                |                |                |

## Nagrody i odznaczenia
- Światowa Galeria Sławy Łyżwiarstwa Figurowego – 1993[6]